# Пектораль

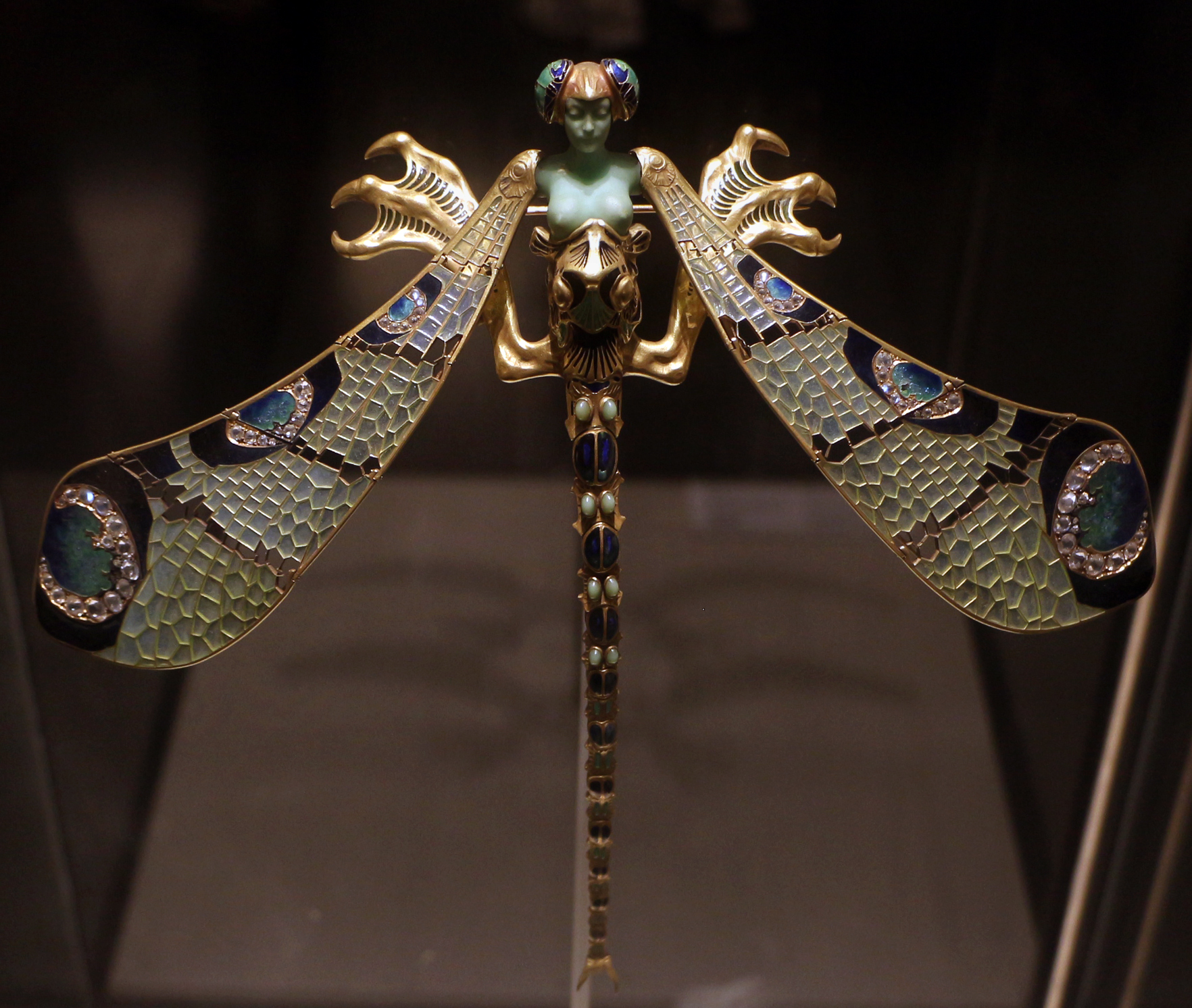
Пектораль. 1897—1898 р.

Пектора́ль (лат. pectoralis, від pectus — «груди») — нагрудна прикраса, що закривала часом і плечі. Могла бути частиною бойового обладунку, що захищав верхню частину грудей, плечі та горло, зокрема, такі вироби відомі у фракійців. У широкому розумінні — прикраса на груди.
Найвідоміший виріб — скіфська пектораль із кургану Товста Могила (вага — 1150 г), виявлена видатним українським археологом Борисом Мозолевським у 1971 поблизу міста Покров (Дніпропетровщина). Зберігається у Музеї історичних коштовностей України (Київ) і належить до Історичного фонду дорогоцінних металів і дорогоцінного каміння України.

## Галерея

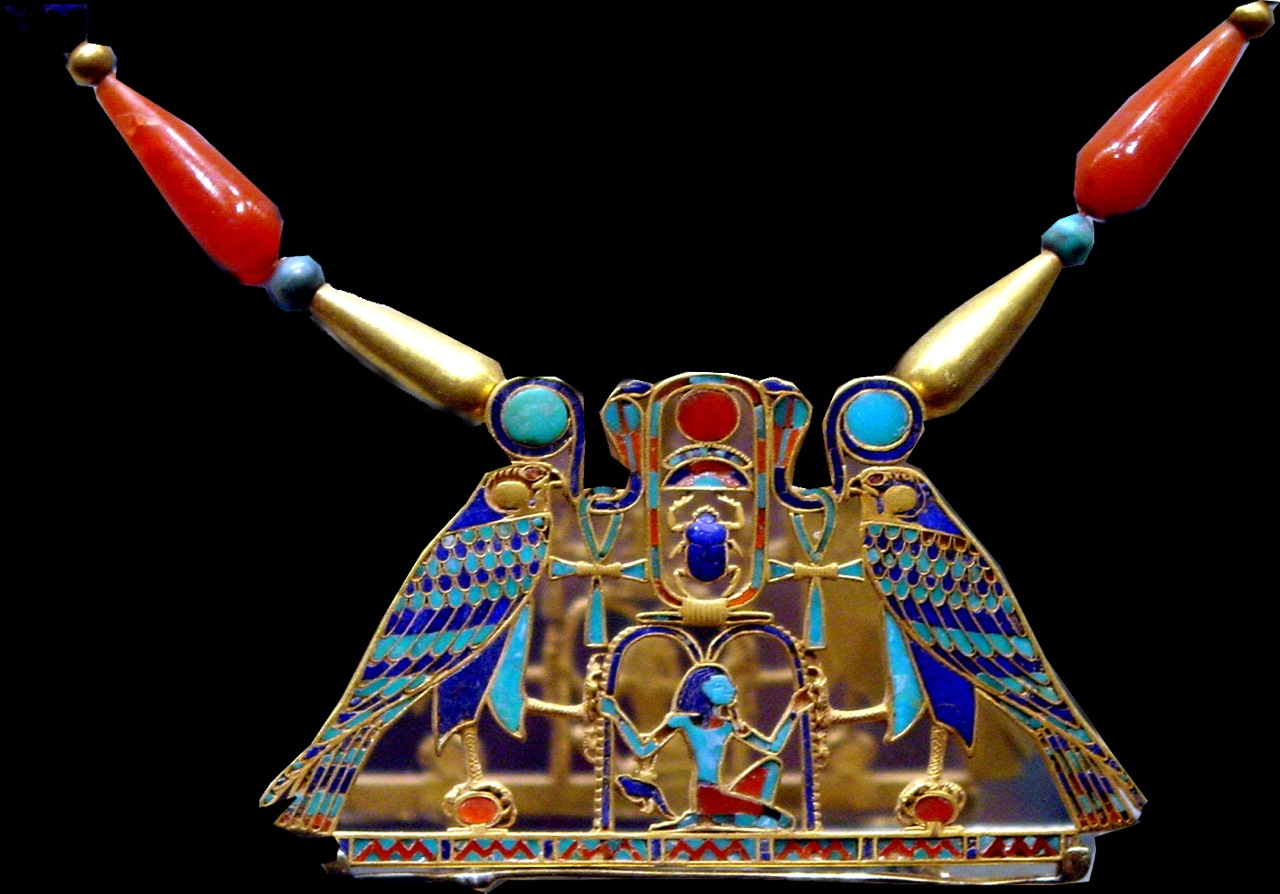
Давньоєгипетська пектораль Сенусрета ІІ
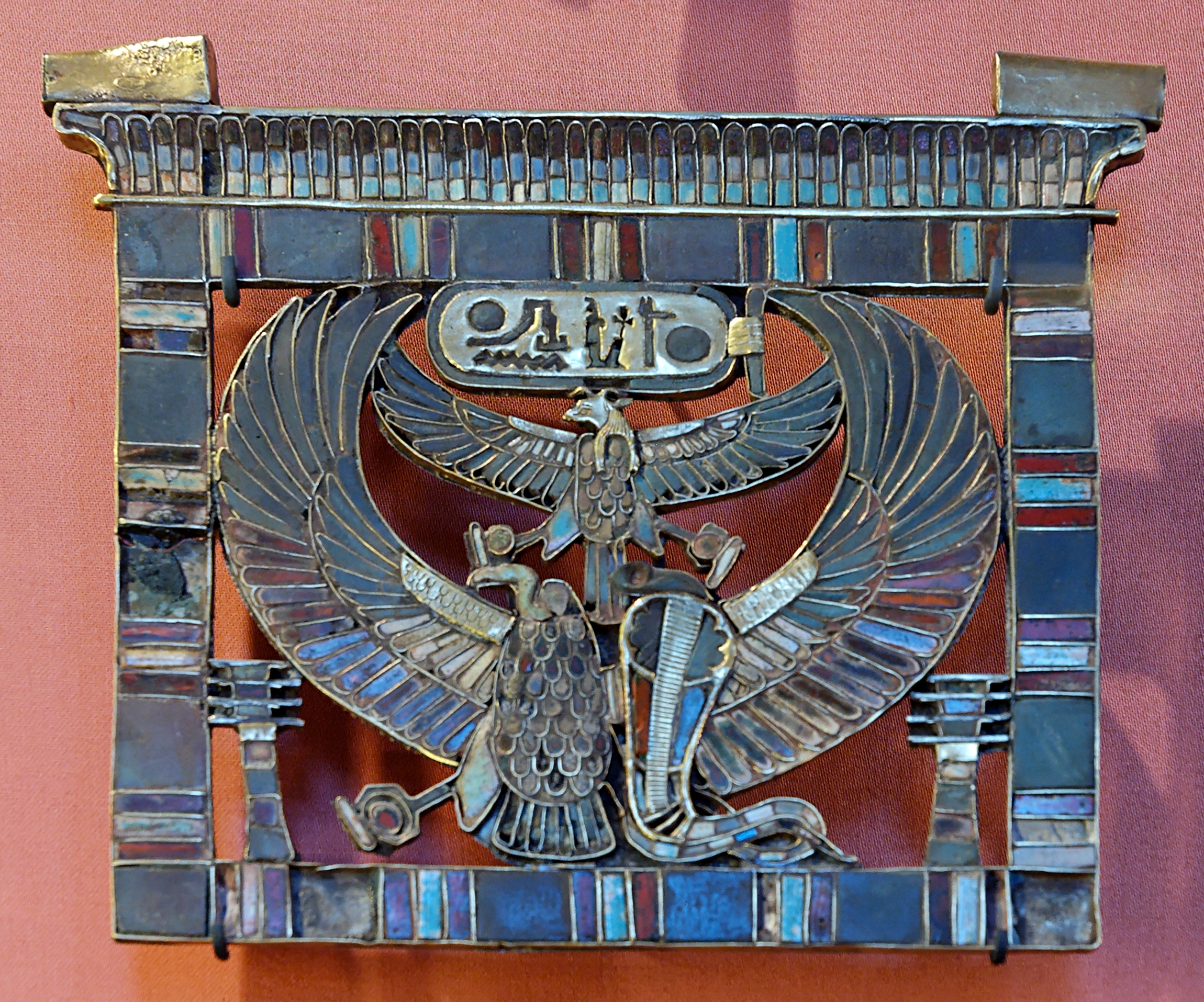
Пектораль Рамзеса ІІ, 13 ст. до н. е., Лувр
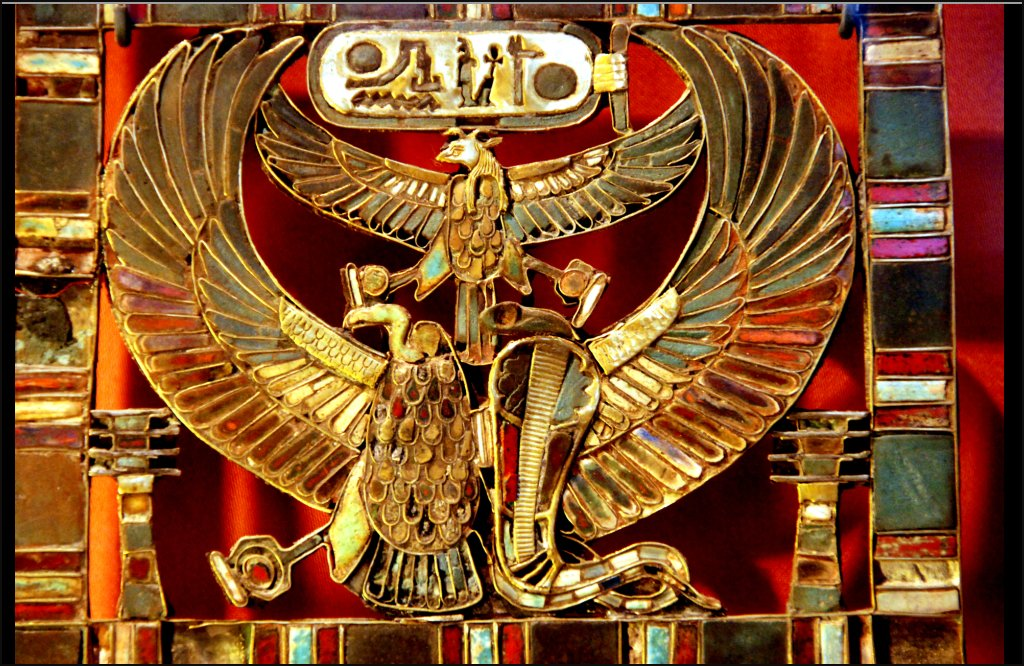
Пектораль Рамзеса ІІ, 13 ст. до н. е., Лувр
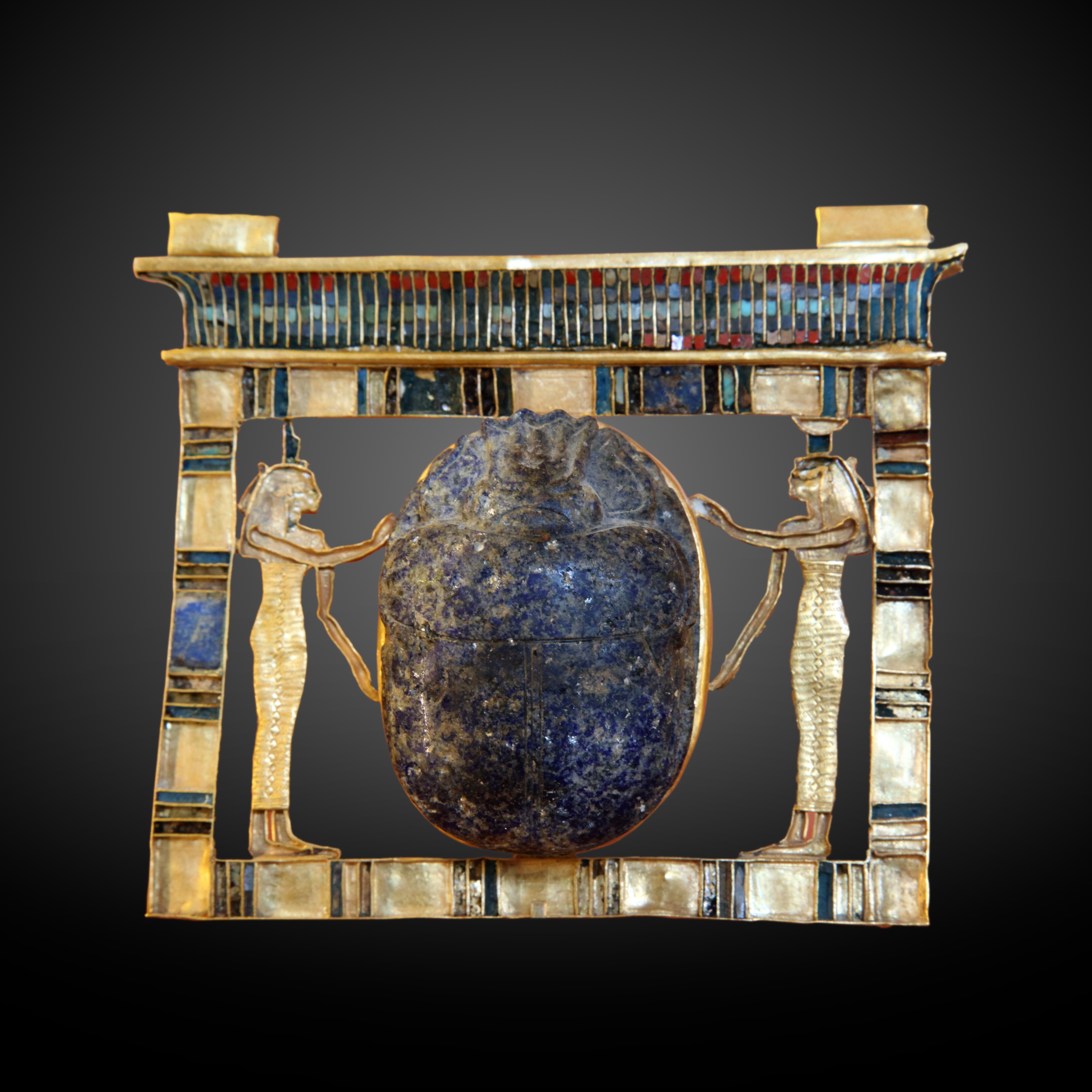
Давньоєгипетська пектораль, Лувр
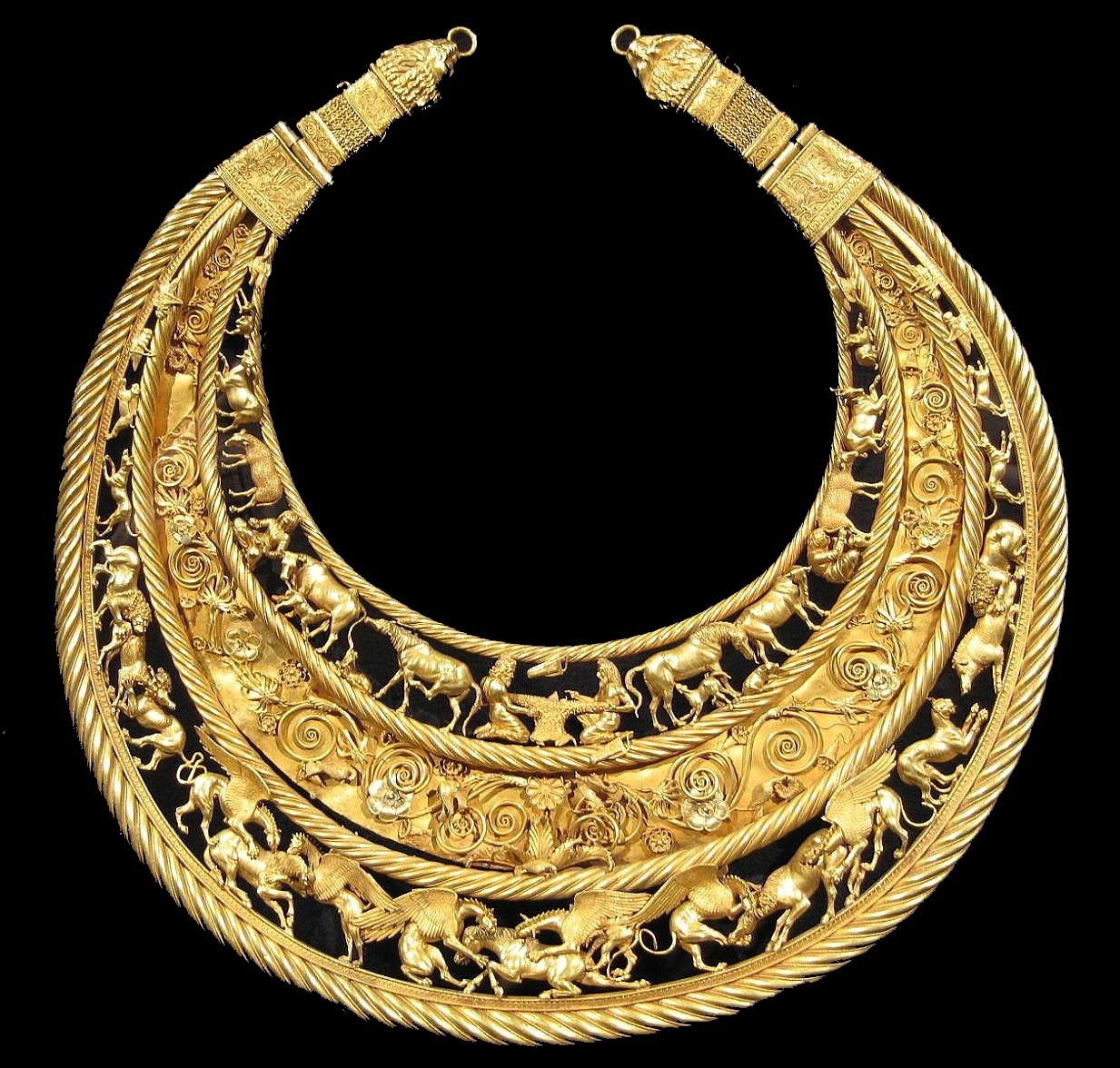
Скіфська пектораль із Товстої Могили. 4 ст. до н. е.
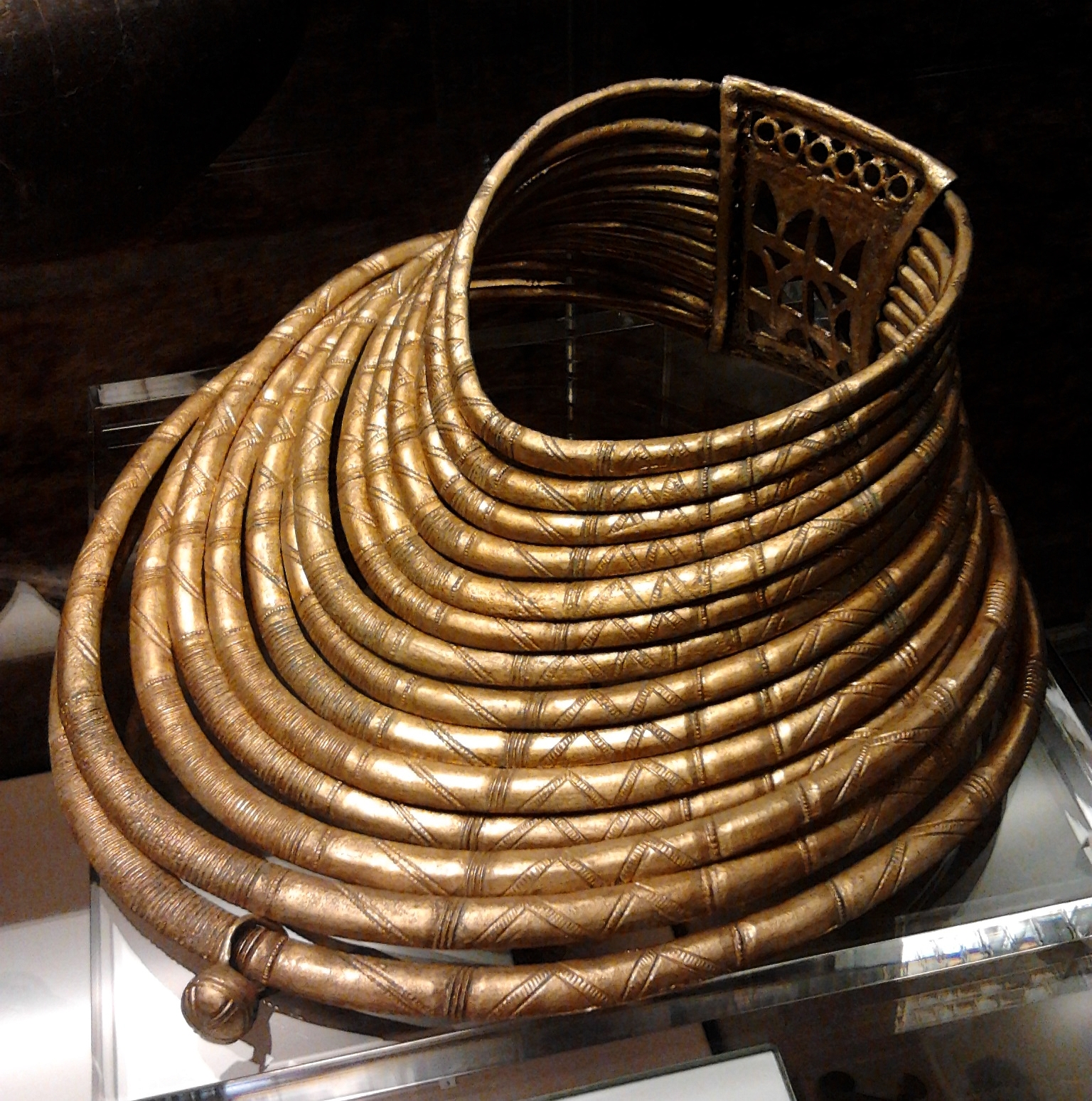
Репліка бронзової пекторалі, знайденої на території сучасної Польщі. 1700-400 до н. е.
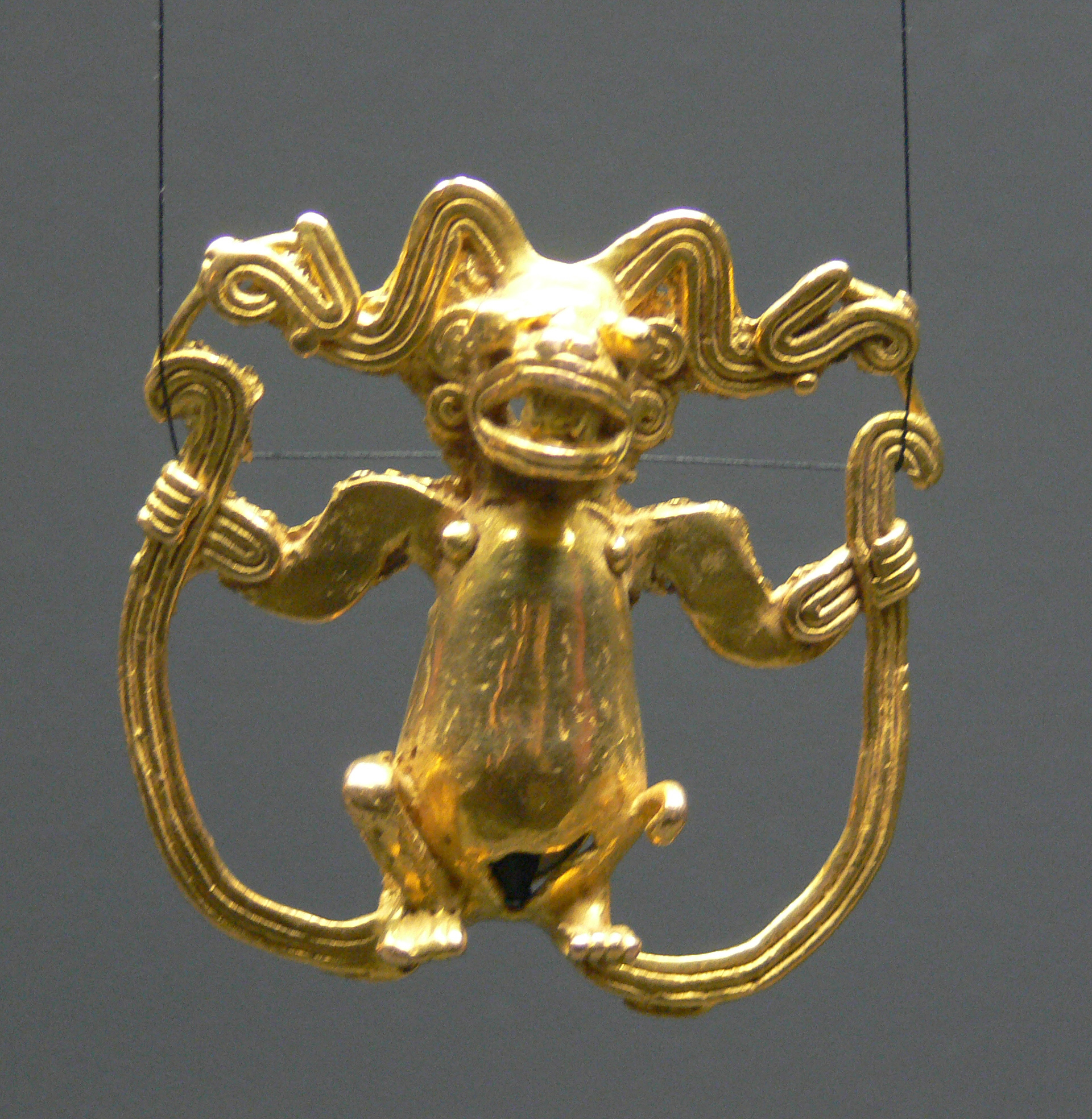